# Proteste in Algeria del 2019-2020
Le proteste in Algeria del 2019-2020, note anche come primavera algerina, rivoluzione del sorriso o movimento Hirak (in arabo الحراك‎? ed in berbero ⴰⵏⴷⵓⴷⴷⵉ), sono una serie di proteste in numerose città dell'Algeria, iniziate nel febbraio 2019 contro la candidatura per il quinto mandato, e del prolungamento del quarto, del presidente Abdelaziz Bouteflika. L'intensificarsi delle proteste ha obbligato Bouteflika, inizialmente, ad annullare la sua candidatura per il quinto mandato e, infine, alle sue dimissioni a seguito dell'ultimatum da parte del Capo di Stato Maggiore dell'Esercito Ahmed Gaid Salah.
Queste manifestazioni sono state principalmente pacifiche, tuttavia ci sono stati alcuni scontri che hanno provocato due morti e un centinaio di feriti.

## Reazioni

### Nazionali
- Algeria: il 5 marzo, l'Organizzazione Nazionale dei Mujahideen (la più potente organizzazione di veterani della Guerra d'indipendenza algerina) ha annunciato di sostenere i manifestanti.[1]

### Internazionali
La maggior parte dei paesi e delle organizzazioni internazionali sono rimaste in silenzio fino al 5 marzo.
- Unione europea: la Commissione europea ha chiesto di rispettare lo stato di diritto, la libertà di espressione e di assemblea.[2][3]
- Italia: il Presidente del Consiglio Giuseppe Conte, ha consigliato di ascoltare le richieste da parte dei manifestanti, e ritiene che l'Algeria deve assicurare un processo democratico e inclusivo nei confronti del suo popolo.[4]
- Francia: il 12 marzo il Presidente francese Emmanuel Macron, ha apprezzato la decisione di Bouteflika di non candidarsi.
- Stati Uniti: il Dipartimento di Stato ha rilasciato un documento nel quale ha dichiarato il sostegno al popolo algerino e al loro diritto di manifestazione.[5]
- Russia: Sergei Lavrov, ministro degli esteri della Russia, in una conferenza stampa congiunta con Ramtane Lamamra, vice primo ministro dell'Algeria, ha detto che Mosca non si sarebbe intromessa negli affari interni dell'Algeria, aggiungendo che spetta al popolo algerino determinare il proprio destino sulla base della propria costituzione e delle leggi internazionali.[6]